# Aphantopus rufilius
Aphantopus rufilius är en fjärilsart som beskrevs av Hans Fruhstorfer 1909. Aphantopus rufilius ingår i släktet Aphantopus och familjen praktfjärilar. Inga underarter finns listade i Catalogue of Life.